# Mieszkow Brześć
Brzeski Klub Piłki Ręcznej im. A.P. Mieszkowa, Mieszkow Brześć (ros. Брестский гандбольный клуб имени А.П. Мешкова, ang. Meshkov Handball club) – białoruski męski klub piłki ręcznej z Brześcia, utworzony w 2002. Wielokrotny mistrz Białorusi i zdobywca Pucharu Białorusi.
Mieszkow Brześć zadebiutował w Lidze Mistrzów w sezonie 2004/2005, w którym wygrał jeden mecz (31:29 z RK Velenje; 16 października 2004), a pięć przegrał, zajmując ostatnie miejsce w grupie C. W sezonach 2005/2006, 2006/2007 i 2007/2008 klub ponownie uczestniczył w rozgrywkach LM, każdorazowo plasując się na ostatniej pozycji w grupie. Do gry w Lidze Mistrzów Mieszkow Brześć powrócił w sezonie 2014/2015, w którym odniósł dwa zwycięstwa, zanotował dwa remisy i poniósł sześć porażek, kończąc rywalizację w grupie na przedostatnim miejscu. W sezonie 2015/2016 białoruska drużyna wgrała grupę C Ligi Mistrzów (wygrała osiem z dziesięciu meczów). W barażu o awans do fazy pucharowej wyeliminowała w dwumeczu duński Skjern Håndbold (31:31; 27:23). W 1/8 finału rozegranej 19 i 26 marca 2016 została pokonana przez Vive Tauron Kielce (28:32; 33:30). W sezonie 2016/2017 zespół trafił do grupy B Ligi Mistrzów, w której wygrał pięć meczów, cztery zremisował i pięć przegrał, zajmując 5. miejsce w tabeli. W 1/8 finału, która odbyła się 26 marca i 2 kwietnia 2017, przegrał z niemieckim SG Flensburg-Handewitt (25:26; 26:28), odpadając z dalszej rywalizacji.
W Pucharze EHF białoruski zespół najwyżej dotarł w debiutanckim sezonie 2003/2004, w którym odpadł w 1/8 finału, przegrywając z duńskim Aalborg Håndbold (30:30; 27:31). Klub brał również udział w rozgrywkach Pucharu Zdobywców Pucharów. W sezonie 2011/2012 awansował w nim do ćwierćfinału, w którym przegrał z BM Aragón (24:26; 25:29).
W 2012 drużyna przystąpiła do gry w Lidze SEHA. W sezonie 2012/2013 wygrała fazę zasadniczą tych rozgrywek (13 zwycięstw, jeden remis, cztery porażki; drugiego w tabeli Metalurga Skopje wyprzedziła o jeden punkt), jednak w Final Four przegrała z RK Zagrzeb (29:31) i Metalurgiem Skopje (21:26), kończąc ostatecznie zmagania na 4. miejscu. W sezonie 2013/2014 Mieszkow przegrał w finale z Vardarem Skopje (27:29), natomiast w sezonie 2014/2015 uległ w finale węgierskiemu Veszprém KSE (21:32).

## Sukcesy
- Mistrzostwa Białorusi:
  - 1. miejsce 12× : 2003/2004, 2004/2005, 2005/2006, 2006/2007, 2007/2008, 2013/2014, 2014/2015, 2015/2016, 2016/2017, 2017/2018, 2018/2019, 2019/2020[9]
  - 2. miejsce : 2002/2003, 2008/2009, 2009/2010, 2010/2011, 2011/2012[9]
  - 3. miejsce : 2012/2013[9]

- Puchar Białorusi:
  - Zwycięstwo 12× : 2004, 2005, 2007, 2008, 2009, 2011, 2014, 2015, 2016, 2017, 2018[10], 2020

- Liga Mistrzów:
  - 1/8 finału: 2015/2016, 2016/2017, 2017/2018, 2018/2019

- Liga SEHA:
  - 2. miejsce : 2013/2014, 2014/2015
  - 3. miejsce : 2016/2017, 2018/2019

- Puchar BelgazpromBanku:
  - Zwycięstwo 7× : 2008, 2009, 2010, 2015, 2016, 2017, 2018

- Puchar pamięci Meszkowa A.P.:
  - Zwycięstwo 14× : 2004, 2005, 2007, 2008, 2009, 2010, 2011, 2013, 2014, 2015, 2016, 2017, 2018, 2019

## Kadra w sezonie 2016/2017
Opracowano na podstawie materiału źródłowego (stan na 13 marca 2017).
| Bramkarze - 1. Ivan Pešić - 21. Wital Czarapieńka - 30. Rade Mijatović Rozgrywający - 5. Andrej Jaszczanka - 7. Arciom Kułak - 10. Dainis Krištopāns - 11. Dzmitryj Kamyszyk - 17. Dzmitryj Nikulenkau - 20. Pawieł Atman - 32. Władysław Ostrouszko - 33. Iman Jamali - 88. Siarhiej Szyłowicz | Skrzydłowi - 3. Dzianis Rutenka - 14. Andrej Jurynok - 23. Ljubo Vukić - 27. Rajko Prodanović - 31. Simon Razgor Obrotowi - 6. Maksim Babiczau - 18. Rastko Stojković - 22. Wiaczasłau Szumak |

## Występy w Lidze Mistrzów
| Sezon     | M  | W  | R | P  | Bramki    | Osiągnięcie  | Źródło |
| --------- | -- | -- | - | -- | --------- | ------------ | ------ |
| 2004/2005 | 6  | 1  | 0 | 5  | 143–184   | faza grupowa | [ 4 ]  |
| 2005/2006 | 6  | 1  | 0 | 5  | 165–183   | faza grupowa | [ 4 ]  |
| 2006/2007 | 6  | 0  | 0 | 6  | 146–189   | faza grupowa | [ 4 ]  |
| 2007/2008 | 6  | 1  | 0 | 5  | 154–182   | faza grupowa | [ 4 ]  |
| 2014/2015 | 10 | 2  | 2 | 6  | 267–293   | faza grupowa | [ 4 ]  |
| 2015/2016 | 14 | 9  | 1 | 4  | 437–383   | 1/8 finału   | [ 4 ]  |
| 2016/2017 | 16 | 5  | 4 | 7  | 434–439   | 1/8 finału   | [ 4 ]  |
| Razem     | 64 | 19 | 7 | 38 | 1746–1853 | —            | [ 4 ]  |